# Lyngdalsgaard
Lyngdalsgaard er dannet i 1842 af 3 gårde ved David Pallesen. Gårdens navn skrives i dag kun som Lyngdal. Gården ligger i Homå Sogn i Norddjurs Kommune.
Lyngdalsgaard Gods er på 564 hektar med Damgård, Søholm og Søbygård

## Ejere af Lyngdalsgaard
- (1842) David Pallesen
- (1842-1850) O. V. Synnestvedt
- (1850-1856) U. C. Munk
- (1856-1862) A. C. C. Hinsch
- (1862-1863) A. C. C. Hinschs dødsbo
- (1863-1866) forvalter Krohn
- (1866-1872) F. C. O. lensgreve Reventlow / E. E. lensgreve Schaffalitzky de Muckadell
- (1872-1895) A. F. Gowert-Jensen
- (1895-1900) F. C. O. lensgreve Reventlow / E. E. lensgreve Schaffalitzky de Muckadell
- (1900-1902) F. C. O. lensgreve Reventlow / Enke Fru Schaffalitzky de Muckadell
- (1902-1935) A. Gowert-Jensen
- (1935-1994) Slægten Blach
- (1994-) Jens Blach